# المدرسة البريطانية في طهران
المدرسة البريطانية هي مدرسة دولية خاصة تقع في طهران، إيران.

## الروابط الخارجية
1. ↑  "To the Friends, Staff, Parents and Children of the British School, Tehran," (Archive). British School of Tehran. April 28, 2012. Retrieved on September 17, 2015. نسخة محفوظة 28 أبريل 2020 على موقع واي باك مشين.
2. ↑  Ya'ar, Chana. "International Schools Close in Tehran" (Archive). عروتس شيفع (Israel National News). 12 June 2011. Retrieved on 16 September 2015. نسخة محفوظة 15 مارس 2017 على موقع واي باك مشين.

- British School of Tehran